# Czubajeczka rzodkiewkowata

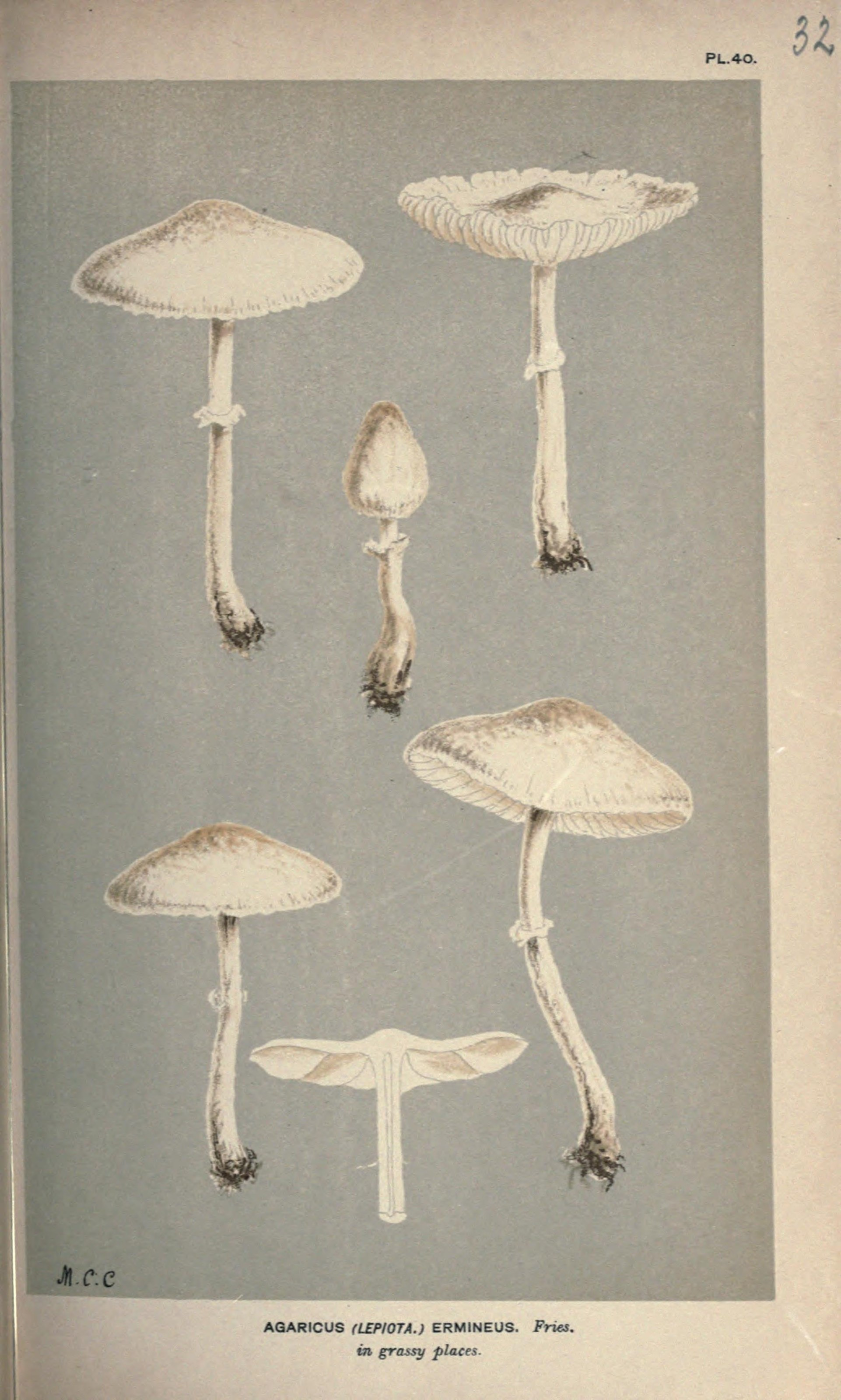
Morfologia

Czubajeczka rzodkiewkowata  (Lepiota erminea (Fr.) P. Kumm.) – gatunek grzybów z rodziny pieczarkowatych (Agaricaceae).

## Systematyka i nazewnictwo
Pozycja w klasyfikacji według Index Fungorum: Lepiota, Agaricaceae, Agaricales, Agaricomycetidae, Agaricomycetes, Agaricomycotina, Basidiomycota, Fungi.
Po raz pierwszy zdiagnozował go w 1821 r. Elias Fries nadając mu nazwę Agaricus ermineus. Obecną, uznaną przez Index Fungorum nazwę nadał mu P. Kummer w 1871 r.
Synonimy:

- Agaricus ermineus Fr. 1821
- Lepiota alba (Bres.) Sacc. 1887
- Lepiota alba (Bres.) Sacc. 1887 f. alba
- Lepiota alba f. silvatica Bon 1993
- Lepiota alba (Bres.) Sacc. 1887 var. alba
- Lepiota clypeolaria var. alba Bres. 1882
- Lepiota erminea (Fr.) P. Kumm. 1871 var. erminea
- Mastocephalus ermineus (Fr.) Kuntze 1891

Nazwę polską zaproponował Władysław Wojewoda w 2003 r, Franciszek Błoński w 1896 r. opisywał ten gatunek jako bedłka gronostajowa, a J. Teodorowicz w 1933 r. jako stroszka greonostajowa. 

## Występowanie i siedlisko
Znane jest występowanie tego gatunku w niektórych krajach Europy, w  USA i Japonii. W USA prawdopodobnie jest częsta. Na terenie Polski podano kilka stanowisk, ale wszystkie przed II wojną światową. W Czerwonej liście roślin i grzybów Polski ma status Ex – gatunek wymarły. 
Występujący na łąkach, pastwiskach, w ogrodach pod olchami. W Polsce notowany był pod olchami, wierzbami i świerkiem. 

## Znaczenie
Saprotrof. Prawdopodobnie jest grzybem trującym, u czubajeczek stwierdzono bowiem występowanie substancji toksycznych, niektóre gatunki powodują nawet zatrucia śmiertelne. 

## Gatunki podobne
Czubajeczka rzodkiewkowata jest pod względem morfologii i wrzecionowatych zarodników bardzo podobna do czubajeczki tarczowatej Lepiota clypeolaria. W XIX wieku przez jednego z mykologów uznana została za biała odmianę tego gatunku.